# Ди Грей, Обри
Обри Дэвид Николас Джаспер ди Грей (англ. Aubrey David Nicholas Jasper de Grey, 20 апреля 1963, Лондон, Англия) — британский биогеронтолог, информатик и математик. Разработчик концепции SENS — «стратегии достижения пренебрежимого старения инженерными методами». Сооснователь и директор по науке (chief scientific officer) Исследовательского Фонда SENS (до 2021 года), главный редактор научного журнала Rejuvenation Research, председатель Фонда Мафусаила, приглашённый профессор в МФТИ, действующий член в IEET, вице-президент по созданию новых технологий в AgeX Therapeutics. Автор научно-популярной книги «Отменить старение» («Ending Aging»), в которой в деталях рассматривается вопрос о полной победе над старением средствами медицины в течение ближайших нескольких десятилетий.
Грей выступал в 60 Minutes на CBS, BBC, New York Times, Fortune Magazine, Washington Post, Popular Science, Colbert Report, TED и др.

## Биография

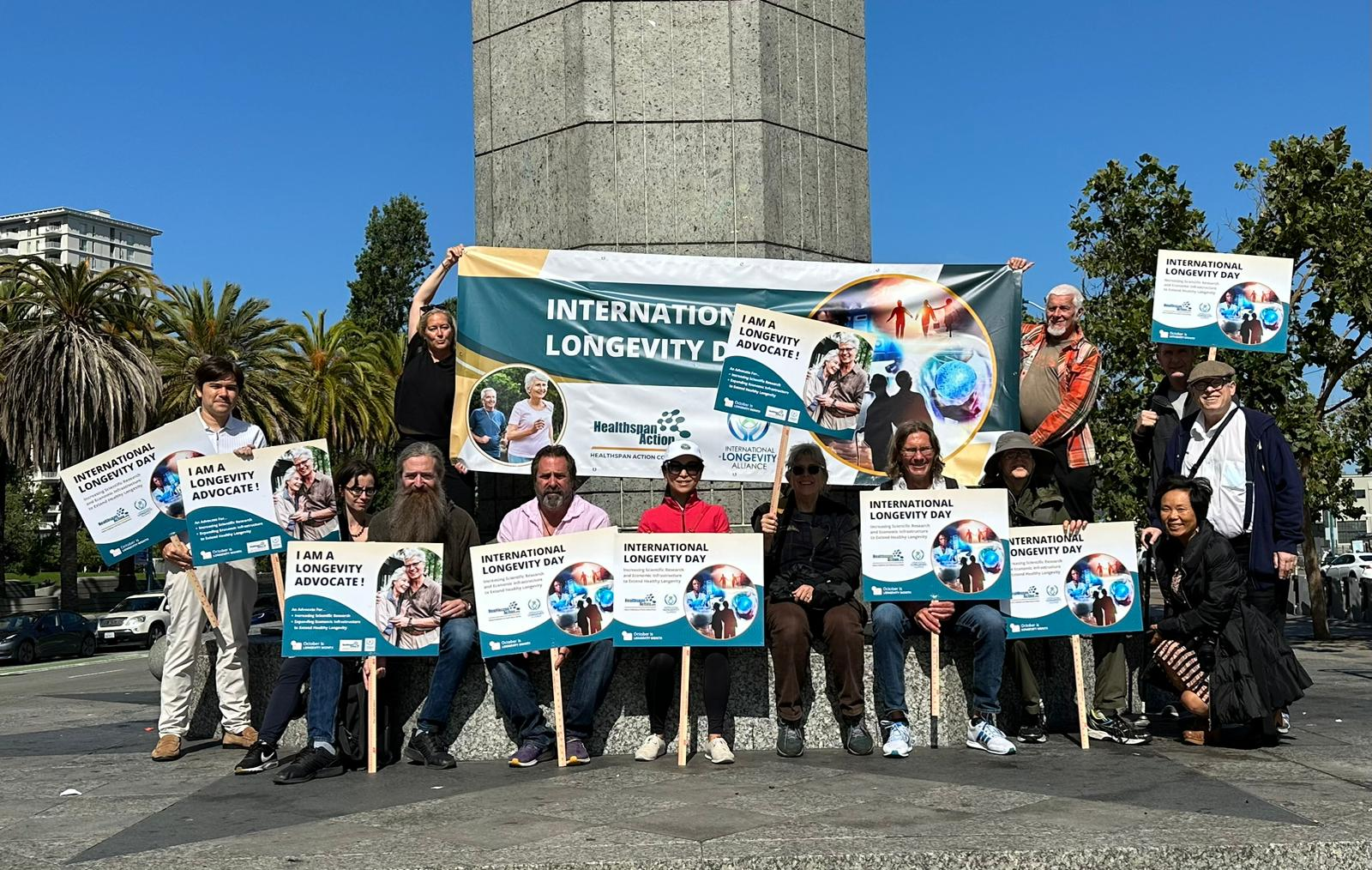
Обри ди Грей во время пикета по случаю "Международного дня долголетия" в 2023

Грей учился в Кембридже в Sussex House School, Harrow School и Trinity Hall. До того, как он начал свои исследования в области клеточной и молекулярной биологии, Грей изучил информатику. В 1985 году он получил B.A. по информатике в Университете Кембриджа и был принят на работу в Sinclair Research Ltd в качестве AI/software-инженера; в 1986 году был одним из сооснователей Man-Made Minions Ltd. До 2006 года Грей участвовал в разработке программного обеспечения для генетической базы данных FlyBase в Отделе Генетики Университета Кембриджа.
В 2000 году Грею была присвоена степень доктора философии в области биологии — был оценен его вклад в изучение процессов старения (книга The Mitochondrial Free Radical Theory of Aging (ISBN 1-58706-155-4).
По данным PubMed от 6 марта 2009 года Грей имеет 71 публикацию в рецензируемых журналах, 54 % которых опубликованы в журнале Rejuvenation Research, главным редактором которого он является.

## Теоретические разработки

### 7 типов повреждений при старении
Обри ди Грей выделяет 7 основных типов повреждений, происходящих при старении:
1. приводящие к раку мутации ядерной ДНК;
2. мутации митохондриальной ДНК;
3. накопление в клетках выведенных из обмена продуктов жизнедеятельности («мусора»);
4. накопления выведенных из обмена продуктов жизнедеятельности вне клеток;
5. потеря клеток;
6. старение клеток в результате сокращения теломер или повреждения ДНК[16];
7. образование внеклеточных перекрестных связей.

### Пути решения проблемы старения человека
По мнению Грея, большая часть фундаментальных исследований, необходимых для создания эффективной «медицины антистарения» (anti-aging medicine), уже проведены. В настоящий момент главная проблема — недостаток финансирования работ в этой области.
Для решения организационных и финансовых проблем в этой области Грей стал одним из основателей Фонда Мафусаила. Фонд присуждает крупные денежные премии (M Prize) исследователям, добившимся значительного увеличения продолжительности жизни лабораторной мыши (на февраль 2007 года премия составляла 4.2 миллиона долларов). По мнению Грея, когда будет значительно продлена жизнь уже взрослой мыши, тогда финансирование подобных исследований увеличится, что в итоге ускорит исследования по продлению жизни людей.
Обри ди Грей публикует свои работы в авторитетных журналах, в том числе, в соавторстве с такими известными геронтологами как Брюс Эймс, Леонид Гаврилов (англ.) и С. Джей Ольшански. Его поддерживает пионер в области исследования генома человека Вильям Хэйселтайн (англ.), выразивший своё мнение по поводу премии Фонда Мафусаила M-Prize:

Это ни с чем не сравнимое усилие, и оно внесло значительный вклад в понимание того, что регенеративная медицина — реальность ближайшего будущего

### Концепция SENS
Обри ди Грей является разработчиком концепции SENS — «стратегии достижения пренебрежимого старения инженерными методами» (strategies for engineered negligible senescence). Идея концепции состоит в том, что терапии совершенствуются быстрее, чем накапливаются повреждения в организме. Цель программы SENS — развитие технологий омоложения, которые предотвращают развитие старческих болезней и ограничений, связанных с возрастом.
Концепция не предполагает универсального лекарства, которое раз и навсегда избавит от ущерба, наносимого в результате старения. Терапию необходимо будет периодически повторять для восстановления состояния тканей, что позволит держать уровень повреждений на достаточно низком уровне, при котором предотвращается развитие возрастных болезней, нарушение развития тканей и немощность.

### Математика
В 2018 году Обри ди Грей доказал, что хроматическое число плоскости больше четырёх.

## Обри ди Грей в России
С 28 февраля по 4 марта 2009 года Обри ди Грей побывал в России. Грей выступил с публичными лекциями в МГУ и Доме учёных. Визит был организован отечественным фондом «Наука за продление жизни» совместно с Геронтологическим обществом РАН.

## Работы

### Должности
Грей — сотрудник Института по этике и развивающимся технологиям, советник Института сингулярности., главный редактор журнала Rejuvenation Research (ISSN 15491684), приглашённый профессор Московского физико-технического института с 2013 года.

### Некоторые интервью

#### Книги
- Отменить старение[27], St. Martin’s Griffin, 2008
- Advancing Conversations: Aubrey De Grey — Advocate For An Indefinite Human Lifespan, Zero Books, 2016

#### Газеты и журналы
- Старость будут «лечить» так же легко, как насморк. Комсомольская правда от 6 июля 2011 года
- Aubrey de Grey speaking at Cass Business School, London, UK, on 12 FEB 2008 «Prospects for extending a healthy life — a lot».
- Why we age, and how we can stop it — Discussions on Advancing Regenerative Therapies — April 21, 2008
- Unconventional Wisdom — Thinking Digital — May 23, 2008
- Understanding Aging: Biomedical and Bioengineering Approaches — June 27-29, 2008
- Defeating Aging — NASA Ames Research Center — August 7, 2008
- A True Cure for Human Aging — Culture and Convention Centre, Lucerne, Switzerland — October 27, 2008
- Prospects for defeating aging altogether — Changing the World Conference — Convocation Hall, Toronto — November 15, 2008
- Человек стареет до рождения. Новая газета. № 18 от 20 Февраля 2009 г
- Статья про теории Обри ди Грея от 14 Марта 2005 г

#### Телевидение
- The Quest for Immortality — интервью передаче 60 Minutes (1 января 2006 года)
- News interview with Janet Street-Porter on Bloomberg Encounters  (недоступная ссылка с 20-05-2013 [4440 дней] — история, копия) (12:29) Короткое интервью о том, каким образом может быть побеждено старение в ближайшие 25 лет и научная дискуссия по данной проблеме
- Interview on GMTV’s Good Morning  (недоступная ссылка с 20-05-2013 [4440 дней] — история, копия) (7:23) Интервью британской передаче «Good Morning» с Fern Britton и Phillip Schofield по проблеме радикального продления жизни и возможности решения этой проблемы в ближайшие 25 лет
- Interview for CBC Canada Now на YouTube (5:53) Интервью для CBC Canada Now.

#### Кино
- Exploring Life Extension  (недоступная ссылка с 20-05-2013 [4440 дней] — история, копия) (1:45:32) фильм Immortality Institute, рассказывающий о разных аспектах радикального продления жизни, в том числе о крионике, ограничении калорийности, трансгуманизме, и других научных направлениях
- О Грее рассказывается в документальном фильме Do You Want to Live Forever?  (недоступная ссылка с 20-05-2013 [4440 дней] — история, копия) (1:16:36), показанном 3 февраля 2007 года по каналу Channel 4 в Великобритании.
- [rutracker.org/forum/viewtopic.php?t=3251105 Обри ди Грей — Отменить старение: как и зачем?] Запись публичной лекции в Доме учёных в 2009 году.

#### Подкасты
- [28]
- Видео подкаст интервью с Греем (62:46) и Eliezer Yudkowsky на Bloggingheads.tv в декабре 2008 года.
- интервью на радио с Ian Bernard и Mark Edge в передаче Free Talk Live (32:49) получасовое интервью о том, каким образом может быть побеждена смерть в течение нашей жизни, взятое Ian Bernard и Mark Edge
- Подкаст интервью с Cameron Reilly (30:00) Получасовое интервью с Обри ди Греем от 19 мая 2008 года
- «Отменить старение! Как и зачем?»  (недоступная ссылка с 20-05-2013 [4440 дней]) (121:48) — Обри ди Грей, Москва, 28.02.2009